# Folketingsvalg 1945 (film)
Folketingsvalg 1945 er en dokumentarfilm  instrueret af Bjarne Henning-Jensen efter manuskript af Ib Koch-Olsen.

## Handling
Alle skal afgive deres stemme på valgdagen!